# Miss Behaviour

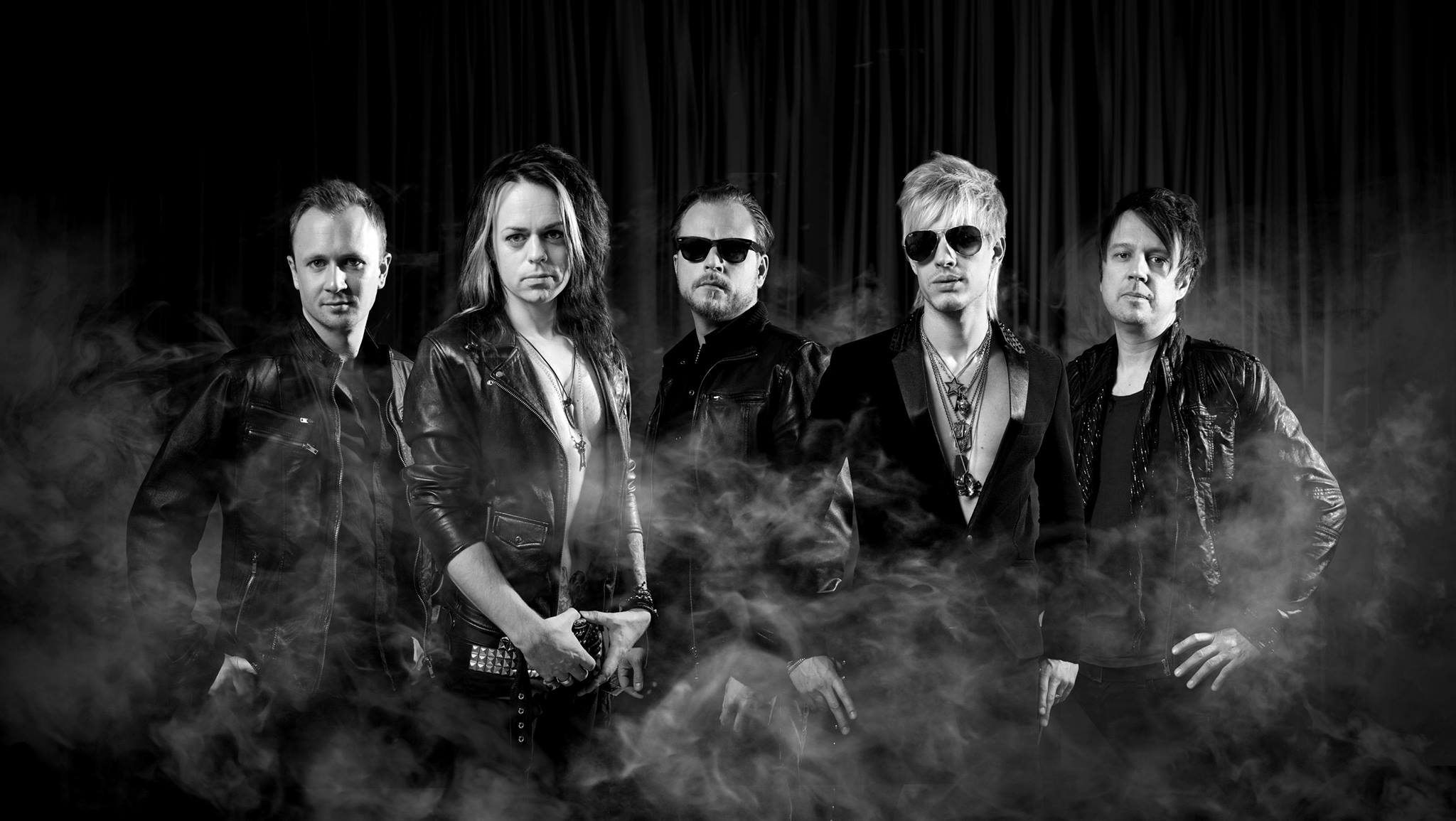

Miss Behaviour är ett svenskt hårdrocksband som bildades 2003 av keyboardisten Henrik Sproge och gitarristen Erik Heikne.

## Historia
Miss Behaviour släppte 2006 debutalbumet Heart of Midwinter på skivbolaget Midwinter Music/NL distribution. Gruppens andra album var Last Woman Standing (2011). Albumet följdes av en turné i Storbritannien. I oktober 2011 återvänder bandet till Storbritannien för en turné med Electric Boys. Last Woman Standing hyllades i Engelsk press och låten "Cynthia" valdes ut av högt ansedda Classic Rock Magazine som en av 2011 års bästa låtar. 
I september 2014 släpptes uppföljaren till 2011 års kritikerrosade album Last Woman Standing. Albumet har titeln Double Agent.
I april 2015 släpptes Last Woman Standing på nytt, med två hittills outgivna bonusspår. 
Miss Behaviour påbörjade i maj 2015 samarbetet med Patrik Magnusson från producentduon RamPac, för att skriva låtar till uppföljaren till 2014 års Double Agent.
Albumet Ghost Play lanserades september 2016.

## Medlemmar
Nuvarande medlemmar
- Henrik Sproge – keyboard
- Erik Heikne – gitarr
- Magnus Jacobsson – trummor
- Sebastian Roos – sång
- Niclas Lindblom – basgitarr

## Diskografi
Studioalbum
- 2006 – Heart of Midwinter
- 2011 – Last Woman Standing
- 2014 – Double Agent
- 2016 – Ghost Play